# Абдуллах ибн Раваха
Абу Мухаммад Абдулла́х ибн Рава́ха аль-Хазраджи (араб. عبدالله ابن رواحة‎; ?, Медина, — 629, Мута) — один из наиболее известных сподвижников пророка Мухаммада.

## Биография
Его полное имя: Абдуллах ибн Раваха ибн Саляба аль-Хазраджи. Носил куньи Абу Мухаммад, Абу Амр и Абу Раваха. Абдуллах родился в Медине. Дата его рождения неизвестна. Происходил из племени хазрадж. Принял ислам во время второй присяги при Акабы. После переселения (хиджры) мекканских мусульман в Медину, он был секретарём пророка Мухаммада и одним из приближённых к нему. Абдуллах ибн Раваха участвовал в битвах при Бадре, Ухуде, Хандаке и Хайбаре. Погиб в 629 г. в битве при Муте.
Абдулла ибн Раваха обладал поэтическим талантом. Когда некоторые поэты-язычники сочиняли оскорбительные стихи в адрес пророка Мухаммада, он писал стихи в его защиту. В Коране содержится упоминание об этом:

А за поэтами следуют заблудшие. ۝ Разве ты не видишь, что они блуждают по всем долинам (слагают стихи на любые темы) ۝ и говорят то, чего не делают? ۝ Это не относится к тем, которые уверовали, совершают праведные деяния, многократно поминают Аллаха и защищаются после того, как с ними поступили несправедливо? А те, которые поступают несправедливо, скоро узнают, куда они вернутся.
—  26:224—227 (Кулиев)